# Rancho Portillo
Rancho Portillo är en ort i Mexiko.   Den ligger i kommunen Gran Morelos och delstaten Chihuahua, i den nordvästra delen av landet, 1 200 km nordväst om huvudstaden Mexico City. Rancho Portillo ligger 1 686 meter över havet och antalet invånare är 106.
Terrängen runt Rancho Portillo är platt åt nordost, men åt sydväst är den kuperad. Rancho Portillo ligger nere i en dal. Runt Rancho Portillo är det mycket glesbefolkat, med 2 invånare per kvadratkilometer. Trakten runt Rancho Portillo består i huvudsak av gräsmarker.